# واروژان هاکوپیان
واروژان هاکوپیان (ارمنی: Վարուժան Հակոբյան؛ انگلیسی: Varuzhan Akobian زادهٔ ۱۹ نوامبر ۱۹۸۳) شطرنج‌باز دارنده عنوان استادبزرگ شطرنج اهل ارمنستان است که در ترکیب تیم ملی شطرنج ایالات متحده آمریکا در رقابت‌های المپیاد در سال‌های ۲۰۰۳ و ۲۰۰۶ موفق به کسب مدال برنز شد.
| به‌دلیل برخی مشکلات فنی، نمودارها موقتاً قابل مشاهده نیستند. اطلاعات بیشتر پیرامون این مشکل در فابریکاتور و وبگاه مدیاویکی در دسترس است. | |
| | به‌دلیل برخی مشکلات فنی، نمودارها موقتاً قابل مشاهده نیستند. اطلاعات بیشتر پیرامون این مشکل در فابریکاتور و وبگاه مدیاویکی در دسترس است. |